# Museu del Mar de Lloret de Mar
El Museu del Mar és un museu de Lloret de Mar situat a l'edifici de Can Garriga.
Hi ha mostres de maquetisme naval, imatges antigues de Lloret del fotògraf Emili Martínez i Passapera, dibuixos i pintures de Joan Llaverias i la col·lecció de pintures de Carretero Gomis. També hi ha una maqueta de l'important poblat iber del Puig Castellet, situat al terme de Lloret de Mar. Actualment està en obres d'adequació, rehabilitació i reforma dels interiors de l'anomenat Museu del Mar, participades per l'Ajuntament i la Diputació.